# Amt Libbesdorf
Das Amt Libbesdorf war ein Amt des Fürstentums Anhalt-Dessau.

## Geschichte
1730 erwarb Anhalt-Dessau die Orte Libbesdorf, Lausigk und Storkau. Zur Verwaltung dieser Ortschaften wurde das Amt Libbesdorf eingerichtet (in Libbesdorf bestand ein herzogliches Gut). Es war für Libbesdorf, Lausigk und Naundorf zuständig. Storkau kam zum Amt Reupzig.
1819 wurde das Amt aufgehoben und sein Gebiet in das Justizamt Qualendorf eingegliedert.